# Траоре, Исмаэль
Исмаэ́ль Абду́л Рахма́н Траоре́ (фр. Ismaël Abdul Rahman Roch Traoré; 18 августа 1986, Париж, Франция) — ивуарийский футболист, защитник французского клуба «Мец» и сборной Кот-д’Ивуара.

## Клубная карьера
Исмаэль начинал заниматься футболом в юношеских командах «Ред Стар» и «Расинг» (Париж). В 2004 году присоединился к молодёжной команде «Седана». После впечатляющих выступлений за молодёжную и резервную команду «арденцев» Траоре в 2006 году подписал свой первый профессиональный контракт. За основную команду Исмаэль дебютировал 27 июля 2007 года в матче Лиги 2 против «Гренобля». Траоре довольно быстро стал игроком основного состава и в первый сезон провёл 28 матчей. 22 августа 2008 года ивуариец забил свой первый гол за «Седан». В составе «Седана» Траоре провёл 5 сезонов в Лиге 2, приняв участие в 154 матчах и забив 2 мяча.
12 июня 2012 года Исмаэль подписал трёхлетний контракт с клубом «Брест». 26 августа 2012 года Траоре провёл первый матч за новый клуб в Лиге 1 против «Сент-Этьенна». В первом сезоне в «Бресте» ивуариец принял участие в 17 играх.
Летом 2015 года Траоре подписал двухлетний контракт с новичком Лиги 1, клубом «Анже».

## Карьера в сборной
В сборной Кот-д’Ивуара Исмаэль дебютировал 14 ноября 2012 года в товарищеском матче со сборной Австрии.
Траоре был включен главным тренером сборной, Сабри Лямуши в заявку для участия в Кубке африканских наций 2013. На турнире Исмаэль провёл один матч против сборной Алжира.